# Hornspitze
La Hornspitze est une montagne composée de plusieurs cimes et culminant à la Hornspitze III (ou Höchste Hornspitze, ou encore Berliner Spitze) à 3 254 m d’altitude dans les Alpes de Zillertal, à la frontière entre l'Autriche et l'Italie.